# Romances de los señores de Nueva España
Romances de los señores de Nueva España (titolo spagnolo per "Ballate dei Signori della Nuova Spagna") è una raccolta del XVI secolo di canti o poemi in lingua nahuatl, conservata presso la Biblioteca della University of Texas at Austin. Il manoscritto contiene anche un testo in spagnolo, il Relazioni Geografiche di Tezcoco, scritto nel 1582 da Juan Bautista Pomar, che probabilmente è anche l'autore del Romances.
Molti dei canti vengono da Texcoco, buona parte dei quali attributi per la precisione al regnante Acolmiztli Nezahualcóyotl. Molti canti si trovano anche, con leggere variazioni, nel Cantares Mexicanos.
Il testo nahuatl e la traduzione spagnola di Romances, così come delle Relazioni Geografiche, fu pubblicato nel 1964 da Ángel María Garibay K. come primo volume del Poesía nahuatl.